# دی‌فنیل‌پیرالین
دی‌فنیل‌پیرالین به صورت مخفف DPP؛ (با نام‌های تجاری Allergen, ARBID, Belfene, Diafen, Hispril, Histyn, Lergobine, Lyssipol, Mepiben, Neargal) یک آنتی‌هیستامین نسل اول با اثرات آنتی‌کولینرژیک و از دسته دی‌فنیل‌پیپریدین‌ها است. در اروپا برای درمان آلرژی به بازار عرضه می‌شود. مشخص شده‌است که DPP به عنوان یک مهارکننده بازجذب دوپامین عمل می‌کند و باعث ایجاد بیش فعالی در جوندگان می‌شود. همچنین ثابت شده‌است که در درمان Parkinsonism مفید است.

## سنتز

سنتز دی‌فنیل‌پیرالین از طریق جفت‌شدن ۴-هیدروکسی-۱-متیل‌پیپریدین با بنزهیدریل‌برومید